# Adobe Distiller
Adobe Distiller är en mjukvarumässig lösning för att ta PostScript-filer (.ps) i tryck som finala PDF-dokument.
Adobe Distiller är också en bra programvara för att förminska vanliga pdf:er eller tryckklara pdf:er till en webbvänlig version. Om en fil är 5M stor kan man genom att konvertera pdf:en i distillern få ner storleken till exempelvis 300 Kb.
I den senaste versionen har Adobe Systems valt att låta applikationen ta form av en egen server, detta för att möjliggöra för tjänsten att tjäna exempelvis samtliga arbetsstationer vid en dagstidning. Den 31 maj 2013 togs beslut om att avsluta Serverversionen.